# Список нагород і номінацій Стінга
Список нагород і номінацій британського музиканта Стінга включає відзнаки та почесні звання, яких він був удостоєний за свою музичну діяльність, роботу у кіно та громадську активність.

## Почесні звання і особливі нагороди
- Відзнаки
  - Зірка на Алеї слави у Голлівуді (США, 2000)[1]
  - Гранд-офіцер Ордена Габріели Містраль (Чилі, 2001)[2]
  - Володар почесної нагороди «Billboard Century Award» (США, 2003)[3]
  - Командор Ордена Британської імперії (Велика Британія, 2003)[4]
  - Лауреат Гуманітарної премії імені Девіда Енджелла (США, 2004)[5]
  - Кавалер Ордена Мистецтв та літератури (Франція, 2007)[6]
  - Володар Нагороди Кеннеді-центру за «Видатні досягнення в мистецтві» (США, 2014)[7]

- Почесні звання
  - Чоловік року за версією журналу «GQ» (США, 1998)[8]
  - Член Зали слави піснярів (США, 2002)[9]
  - Член Зали слави рок-н-ролу у складі гурту The Police (США, 2003)[10]
  - Персона року MusiCares (США, 2004)[11]

## Рейтинги
Перелік містить інформацію лише про особисті досягнення Стінга і не включає дані рейтингів та чартів щодо його пісень і альбомів.
| Рік  | Назва рейтингу                                                                                     | Позиція |
| ---- | -------------------------------------------------------------------------------------------------- | ------- |
| 1998 | 100 видатних артистів рок-н-ролу за версією VH1                                                    | 63      |
| 2000 | ТОП продажів максі-синглів танцювальної музики — артист (Billboard Year-End Chart)                 | 3       |
| 2000 | ТОП продажів максі-синглів танцювальної музики — артист серед чоловіків (Billboard Year-End Chart) | 1       |
| 2002 | 100 найсексуальніших артистів за версією VH1                                                       | 9       |
| 2006 | ТОП артистів класичної музики (Billboard Year-End Chart)                                           | 1       |
| 2007 | ТОП артистів класичної музики (Billboard Year-End Chart)                                           | 1       |

## Премія Brit Awards
Премію Brit Awards у категорії «Видатний внесок у музику» Стінг отримував двічі: як член гурту The Police і як самостійний виконавець.
| Рік                            | Категорія                        | Номінована робота       | Формат | Результат |
| ------------------------------ | -------------------------------- | ----------------------- | ------ | --------- |
| 1982                           | Найкращий британський гурт *     |                         |        | Перемога  |
| 1985                           | Видатний внесок у музику *       |                         |        | Перемога  |
| 1988                           | Найкращий британський альбом     | ...Nothing Like the Sun | Альбом | Перемога  |
| 1994                           | Найкращий британський виконавець |                         |        | Перемога  |
| 2002                           | Видатний внесок у музику         |                         |        | Перемога  |
| * — номінація гурту The Police |                                  |                         |        |           |

## Нагорода Греммі
Загалом за свою кар'єру Стінг здобув 17 Нагород Греммі: 10 — особистих, 5 — разом із гуртом The Police, 1 — разом із співаком Shaggy, 1 — за спільну пісню з Мері Джей Блайдж.
| Рік                            | Категорія                                                                                                | Номінована робота                | Формат | Результат |
| ------------------------------ | --- | -------------------------------- | ------ | --------- |
| 1981                           | Найкраще інструментальне рок виконання *                                                                 | Regatta de Blanc                 | Пісня  | Перемога  |
| 1982                           | Найкраще вокальне рок виконання дуетом або групою *                                                      | Don't Stand So Close To Me       | Пісня  | Перемога  |
| 1982                           | Найкраще інструментальне рок виконання *                                                                 | Behind My Camel                  | Пісня  | Перемога  |
| 1984                           | Пісня року                                                                                               | Every Breath You Take            | Пісня  | Перемога  |
| 1984                           | Запис року *                                                                                             | Every Breath You Take            | Пісня  | Номінація |
| 1984                           | Найкраще вокальне поп виконання дуетом або групою *                                                      | Every Breath You Take            | Пісня  | Перемога  |
| 1984                           | Найкраще інструментальне рок виконання                                                                   | Brimstone and Treacle            | Пісня  | Перемога  |
| 1984                           | Альбом року *                                                                                            | Synchronicity                    | Альбом | Номінація |
| 1984                           | Найкраще вокальне рок виконання дуетом або групою *                                                      | Synchronicity                    | Альбом | Перемога  |
| 1986                           | Альбом року                                                                                              | The Dream of the Blue Turtles    | Альбом | Номінація |
| 1986                           | Найкращий дизайн запису                                                                                  | The Dream of the Blue Turtles    | Альбом | Номінація |
| 1986                           | Найкраще джазове інструментальне виконання — група                                                       | The Dream of the Blue Turtles    | Альбом | Номінація |
| 1986                           | Найкраще чоловіче вокальне поп виконання                                                                 | The Dream of the Blue Turtles    | Альбом | Номінація |
| 1986                           | Пісня року (спільно з Марком Нопфлером)                                                                  | Money for Nothing                | Пісня  | Номінація |
| 1987                           | Найкраще довге музичне відео                                                                             | Bring on the Night               | Альбом | Перемога  |
| 1988                           | Найкраще чоловіче вокальне поп виконання                                                                 | Bring on the Night               | Альбом | Перемога  |
| 1989                           | Альбом року                                                                                              | ...Nothing Like the Sun          | Альбом | Номінація |
| 1989                           | Пісня року                                                                                               | Be Still My Beating Heart        | Пісня  | Номінація |
| 1989                           | Найкраще чоловіче вокальне поп виконання                                                                 | Be Still My Beating Heart        | Пісня  | Номінація |
| 1992                           | Найкраща рок-пісня                                                                                       | The Soul Cages                   | Пісня  | Перемога  |
| 1994                           | Альбом року                                                                                              | Ten Summoner's Tales             | Альбом | Номінація |
| 1994                           | Найкраще довге музичне відео                                                                             | Ten Summoner's Tales             | Альбом | Перемога  |
| 1994                           | Запис року                                                                                               | If I Ever Lose My Faith in You   | Пісня  | Номінація |
| 1994                           | Пісня року                                                                                               | If I Ever Lose My Faith in You   | Пісня  | Номінація |
| 1994                           | Найкраще чоловіче вокальне поп виконання                                                                 | If I Ever Lose My Faith in You   | Пісня  | Перемога  |
| 1994                           | Найкраще сольне вокальне рок виконання                                                                   | Demolition Man                   | Альбом | Номінація |
| 1995                           | Найкраще спільне вокальне поп виконання (спільно з Браяном Адамсом і Родом Стюартом)                     | All for Love                     | Пісня  | Номінація |
| 1996                           | Найкраще чоловіче вокальне поп виконання                                                                 | When We Dance                    | Пісня  | Номінація |
| 1997                           | Найкраще чоловіче вокальне поп виконання                                                                 | Let Your Soul Be Your Pilot      | Пісня  | Номінація |
| 1997                           | Найкращий вокальний поп-альбом                                                                           | Mercury Falling                  | Альбом | Номінація |
| 1997                           | Найкраще спільне вокальне поп виконання (з Джоном Маклафліном, Домініком Міллером і Вінні Колаютою)      | The Wind Cries Mary (кавер)      | Пісня  | Номінація |
| 1998                           | Найкраще спільне вокальне кантрі виконання (спільно з Тобі Кітом)                                        | I'm So Happy I Can't Stop Crying | Пісня  | Номінація |
| 1999                           | Найкраще чоловіче вокальне поп виконання                                                                 | You Were Meant for Me            | Пісня  | Номінація |
| 2000                           | Найкраще чоловіче вокальне поп виконання                                                                 | Brand New Day                    | Альбом | Перемога  |
| 2000                           | Найкращий вокальний поп-альбом                                                                           | Brand New Day                    | Альбом | Перемога  |
| 2001                           | Найкраще чоловіче вокальне поп виконання                                                                 | She Walks This Earth             | Пісня  | Перемога  |
| 2002                           | Найкраща пісня, написана для кіно, телебачення або іншого візуального подання (спільно з Девідом Гартлі) | My Funny Friend and Me           | Пісня  | Номінація |
| 2003                           | Найкраще чоловіче вокальне поп виконання                                                                 | Fragile (live)                   | Пісня  | Номінація |
| 2004                           | Найкраще чоловіче вокальне поп виконання                                                                 | Send Your Love                   | Пісня  | Номінація |
| 2004                           | Найкраще спільне вокальне поп виконання (спільно з Мері Джей Блайдж)                                     | Whenever I Say Your Name         | Пісня  | Перемога  |
| 2005                           | Найкраща пісня, написана для кіно, телебачення або іншого візуального подання                            | You Will Be My Ain True Love     | Пісня  | Номінація |
| 2007                           | Найкраще спільне вокальне поп виконання (спільно з Шеріл Кроу)                                           | Always on Your Side              | Пісня  | Номінація |
| 2019                           | Найкращий регі альбом (спільно з Shaggy)                                                                 | 44/876                           | Альбом | Перемога  |
| * — номінація гурту The Police | |                                  |        |           |

## Нагороди MTV
Дотепер Стінг не має особистих нагород MTV, лише номінації. Але дві його роботи ставали володарями премії MTV Video Music Awards у категорії «Найкраща операторська робота»: пісня «Every Breath You Take» гурту The Police у 1984 році та його сольна пісня «We'll Be Together» у 1988 році.

### MTV Video Music Awards
| Рік                            | Категорія                    | Номінована робота                  | Формат | Результат |
| ------------------------------ | ---------------------------- | ---------------------------------- | ------ | --------- |
| 1984                           | Відео року *                 | Every Breath You Take              | Пісня  | Номінація |
| 1984                           | Найкраще відео гурту *       | Every Breath You Take              | Пісня  | Номінація |
| 1984                           | Viewer's Choice *            | Every Breath You Take              | Пісня  | Номінація |
| 1984                           | Найкраще виконання у відео * | Every Breath You Take              | Пісня  | Номінація |
| 1986                           | Найкраще виконання у відео   | If You Love Somebody Set Them Free | Пісня  | Номінація |
| 1986                           | Найкраще чоловіче відео      | If You Love Somebody Set Them Free | Пісня  | Номінація |
| 1993                           | Найкраще чоловіче відео      | If I Ever Lose My Faith in You     | Пісня  | Номінація |
| * — номінація гурту The Police |                              |                                    |        |           |

### MTV Movie Awards
| Рік  | Категорія                                                            | Номінована робота | Формат | Результат |
| ---- | -------------------------------------------------------------------- | ----------------- | ------ | --------- |
| 1993 | Найкраща пісня з фільму (спільно з Еріком Клептоном)                 | It's Probably Me  | Пісня  | Номінація |
| 1994 | Найкраща пісня з фільму (спільно з Браяном Адамсом і Родом Стюартом) | All for Love      | Пісня  | Номінація |

## Нагороди BMI
Стінг неодноразово ставав переможцем у різних категоріях BMI Awards, серед них, зокрема, BMI Pop Music Award і BMI Songwriters Award.

### BMI Award
| Рік  | Категорія                                                                                          | Номінована робота                                                            | Формат | Результат |
| ---- | -------------------------------------------------------------------------------------------------- | ---------------------------------------------------------------------------- | ------ | --------- |
| 1984 | Пісня року                                                                                         | Every Breath You Take                                                        | Пісня  | Перемога  |
| 1985 | Пісня, що виконувалася найчастіше                                                                  | Wrapped Around Your Finger                                                   | Пісня  | Перемога  |
| 1985 | Пісня, що виконувалася найчастіше                                                                  | King of Pain                                                                 | Пісня  | Перемога  |
| 1985 | Пісня, що виконувалася найчастіше                                                                  | If You Love Somebody Set Them Free                                           | Пісня  | Перемога  |
| 1986 | Пісня, що виконувалася найчастіше                                                                  | Fortress Around Your Heart                                                   | Пісня  | Перемога  |
| 1995 | Пісня, що виконувалася найчастіше на коледж-радіо                                                  | If I Ever Lose My Faith in You                                               | Пісня  | Перемога  |
| 1995 | Пісня року, що виконувалася найчастіше                                                             | If I Ever Lose My Faith in You                                               | Пісня  | Перемога  |
| 1998 | Пісня року, що виконувалася найчастіше                                                             | I'll Be Missing You (Every Breath You Take)                                  | Пісня  | Перемога  |
| 1998 | Радіоротація два мільйони                                                                          | Fields of Gold                                                               | Пісня  | Перемога  |
| 1998 | Радіоротація п'ять мільйонів                                                                       | Every Breath You Take                                                        | Пісня  | Перемога  |
| 2000 | Радіоротація п'ять мільйонів                                                                       | Every Breath You Take                                                        | Пісня  | Перемога  |
| 2000 | Радіоротація два мільйони                                                                          | If I Ever Lose My Faith in You                                               | Пісня  | Перемога  |
| 2000 | Радіоротація два мільйони                                                                          | Spirits in the Material World                                                | Пісня  | Перемога  |
| 2001 | Кришталева нагорода Роберта М'юзела — пісня, що виконувалася найчастіше у 2000 році (828 092 рази) | Desert Rose                                                                  | Пісня  | Перемога  |
| 2002 | Urban Award — 275 218 виконань у 2000 році                                                         | Emotional (записана Карлом Томасом з використанням семплу Shape of My Heart) | Пісня  | Перемога  |
| 2005 | Радіоротація вісім мільйонів                                                                       | Every Breath You Take                                                        | Пісня  | Перемога  |

### BMI Pop Music Award
| Рік  | Категорія                                  | Номінована робота              | Формат | Результат |
| ---- | ------------------------------------------ | ------------------------------ | ------ | --------- |
| 1994 | Переможці — пісні                          | Fields of Gold                 | Пісня  | Перемога  |
| 1994 | Переможці — пісні                          | If I Ever Lose My Faith in You | Пісня  | Перемога  |
| 2001 | Переможець — 446 191 виконання у 2000 році | Brand New Day                  | Пісня  | Перемога  |

### BMI Songwriters Award
| Рік  | Категорія                   | Номінована робота              | Формат | Результат |
| ---- | --------------------------- | ------------------------------ | ------ | --------- |
| 2011 | Понад 10 мільйонів виконань | Every Breath You Take          | Пісня  | Перемога  |
| 2012 | Понад 11 мільйонів виконань | Every Breath You Take          | Пісня  | Перемога  |
| 2012 | Понад 5 мільйонів виконань  | Don't Stand So Close To Me     | Пісня  | Перемога  |
| 2012 | Понад 3 мільйони виконань   | Message in a Bottle            | Пісня  | Перемога  |
| 2012 | Понад 3 мільйони виконань   | If I Ever Lose My Faith in You | Пісня  | Перемога  |
| 2012 | Понад 3 мільйони виконань   | De Do Do Do, De Da Da Da       | Пісня  | Перемога  |

## Нагорода American Music Awards
| Рік                            | Категорія                                | Номінована робота     | Формат | Результат |
| ------------------------------ | ---------------------------------------- | --------------------- | ------ | --------- |
| 1984                           | Улюблений поп/рок гурт, дует або група * |                       |        | Номінація |
| 1984                           | Улюблений поп/рок сингл *                | Every Breath You Take | Пісня  | Номінація |
| 1984                           | Улюблений поп/рок альбом *               | Synchronicity         | Альбом | Номінація |
| * — номінація гурту The Police |                                          |                       |        |           |

## Нагорода Айвор Новелло
| Рік  | Категорія                             | Номінована робота                                                                 | Формат | Результат |
| ---- | ------------------------------------- | --------------------------------------------------------------------------------- | ------ | --------- |
| 1998 | Пісня, що виконувалася найчастіше     | I'll Be Missing You (Every Breath You Take) (у виконанні Пафф Дедді і Фейт Еванс) | Пісня  | Перемога  |
| 1998 | Міжнародний хіт року                  | I'll Be Missing You (Every Breath You Take) (у виконанні Пафф Дедді і Фейт Еванс) | Пісня  | Номінація |
| 1998 | Найбільш продаваний британський сингл | I'll Be Missing You (Every Breath You Take) (у виконанні Пафф Дедді і Фейт Еванс) | Пісня  | Номінація |
| 2002 | Міжнародне досягнення                 |                                                                                   |        | Перемога  |

## Нагорода CMT Music Awards
| Рік  | Категорія                                     | Номінована робота              | Формат | Результат |
| ---- | --------------------------------------------- | ------------------------------ | ------ | --------- |
| 2007 | Відкриття року — відео (спільно з Шеріл Кроу) | Always on Your Side            | Відео  | Номінація |
| 2012 | Виконання року (спільно з Вінсентом Гілом)    | If I Ever Lose My Faith in You | Пісня  | Номінація |

## Нагорода My VH1 Music Awards
| Рік  | Категорія     | Номінована робота | Формат | Результат |
| ---- | ------------- | ----------------- | ------ | --------- |
| 2000 | Легенда в дії |                   |        | Перемога  |

## Премія «Оскар»
Пісні Стінга неодноразово висувалися на здобуття премії «Оскар» у номінації «Найкраща пісня до фільму».
| Рік  | Категорія                                           | Номінована робота                               | Формат | Результат |
| ---- | --------------------------------------------------- | ----------------------------------------------- | ------ | --------- |
| 2001 | Найкраща пісня до фільму (спільно з Девідом Гартлі) | My Funny Friend and Me — «Пригоди імператора»   | Пісня  | Номінація |
| 2002 | Найкраща пісня до фільму                            | Until — «Кейт і Лео»                            | Пісня  | Номінація |
| 2004 | Найкраща пісня до фільму                            | You Will Be My Ain True Love — «Холодна гора»   | Пісня  | Номінація |
| 2017 | Найкраща пісня до фільму (спільно з Джеєм Ральфом)  | The Empty Chair — «Джим: Історія Джеймса Фоулі» | Пісня  | Номінація |

## Премія «Золотий глобус»
У доробку Стінга 3 номінації і перемога кінопремії Золотий глобус у категорії «Найкраща пісня до фільму».
| Рік  | Категорія                                             | Номінована робота                             | Формат | Результат |
| ---- | ----------------------------------------------------- | --------------------------------------------- | ------ | --------- |
| 1999 | Найкраща пісня до фільму (спільно з Тревором Джонсом) | The Mighty — «Велетень»                       | Пісня  | Номінація |
| 2001 | Найкраща пісня до фільму (спільно з Девідом Гартлі)   | My Funny Friend and Me — «Пригоди імператора» | Пісня  | Номінація |
| 2002 | Найкраща пісня до фільму                              | Until — «Кейт і Лео»                          | Пісня  | Перемога  |
| 2004 | Найкраща пісня до фільму                              | You Will Be My Ain True Love — «Холодна гора» | Пісня  | Номінація |

## Премія «Еммі»
Створена каналом A&E, телевізійна версія концерту Стінга у Тоскані 2001 року «...All This Time», запис якого було випущено концертним альбом, отримала шість номінацій Прайм-тайм премії «Еммі» і в двох з них перемогла: окрім виступу Стінга, нагородою було також відмічено мульти-камерний монтаж. У 2004 році ще одна телеверсія виступу Стінга, A&E Концерт: Стінг: «Sacred Love», отримала чотири номінації премії «Еммі», у двох з яких перемогла: найкращий звук і найкраща операторська робота.
| Рік  | Категорія                                        | Номінована робота                             | Формат | Результат |
| ---- | ------------------------------------------------ | --------------------------------------------- | ------ | --------- |
| 2002 | Найкращий виступ у вар'єте або музичній програмі | A&E Концерт: Стінг у Тоскані ...All This Time | Відео  | Перемога  |

## Премія «Енні»
| Рік  | Категорія | Номінована робота                    | Формат | Результат |
| ---- | --- | ------------------------------------ | ------ | --------- |
| 2001 | Видатне індивідуальне досягнення у створенні пісні анімаційної телевізійної програми (спільно з Девідом Гартлі) | Perfect World — «Пригоди імператора» | Пісня  | Перемога  |

## Премія «Супутник»
| Рік  | Категорія                                 | Номінована робота                             | Формат | Результат |
| ---- | ----------------------------------------- | --------------------------------------------- | ------ | --------- |
| 2001 | Найкраща пісня (спільно з Девідом Гартлі) | My Funny Friend and Me — «Пригоди імператора» | Пісня  | Номінація |

## Премія Critics' Choice Movie Awards
| Рік  | Категорія                                 | Номінована робота                             | Формат | Результат |
| ---- | ----------------------------------------- | --------------------------------------------- | ------ | --------- |
| 2001 | Найкраща пісня (спільно з Девідом Гартлі) | My Funny Friend and Me — «Пригоди імператора» | Пісня  | Перемога  |
| 2002 | Найкраща пісня                            | Until — «Кейт і Лео»                          | Пісня  | Номінація |

## Премія World Soundtrack Awards
| Рік  | Категорія                                                                 | Номінована робота                             | Формат | Результат |
| ---- | ------------------------------------------------------------------------- | --------------------------------------------- | ------ | --------- |
| 2002 | Найкраща оригінальна пісня, написана для фільму                           | Until — «Кейт і Лео»                          | Пісня  | Номінація |
| 2004 | Найкраща оригінальна пісня, написана для фільму (спільно з Елісон Краусс) | You Will Be My Ain True Love — «Холодна гора» | Пісня  | Перемога  |

## Премія Спілки кінокритиків Лас-Вегаса
| Рік  | Категорія      | Номінована робота                             | Формат | Результат |
| ---- | -------------- | --------------------------------------------- | ------ | --------- |
| 1998 | Найкраща пісня | Freak, The Mighty — «Велетень»                | Пісня  | Перемога  |
| 2000 | Найкраща пісня | My Funny Friend and Me — «Пригоди імператора» | Пісня  | Номінація |

## Премія Спілки кінокритиків Фенікса
| Рік  | Категорія                                 | Номінована робота                             | Формат | Результат |
| ---- | ----------------------------------------- | --------------------------------------------- | ------ | --------- |
| 2001 | Найкраща пісня (спільно з Девідом Гартлі) | My Funny Friend and Me — «Пригоди імператора» | Пісня  | Перемога  |